# Reserve Good Conduct Medal
La Reserve Good Conduct Medal est une décoration militaire des États-Unis d’Amérique.
Elle se décline en cinq versions, pour chacune des branches des forces armées américaines, et est décernée aux membres de la réserve et de la Garde nationale. La principale différence entre la Good Conduct Medal régulière et la Reserve Good Conduct Medal est que la première n’est décernée qu’à des personnels en service actif tandis que la seconde n’est décernée qu’à des personnels remplissant leurs obligations militaires dans la réserve.

## Éligibilité
Un des critères qui conditionne l’obtention de la Reserve Good Conduct Medal est d’abord l’appartenance à la réserve ou à la Garde nationale. Ensuite, il faut avoir accompli trois à quatre années de service satisfaisantes, et en étant par exemple exempt de toute sanction disciplinaire. Les périodes de service actif (rappel ou mobilisation) ne peuvent être comptées pour l’obtention de cette décoration.
La Reserve Good Conduct Medal ne peut être attribuée qu’à des militaires du rang, les officiers n’était pas éligibles pour cette décoration. En revanche, la Armed Forces Reserve Medal est une décoration similaire qui distingue dix années de service honorable dans la réserve, et qui peut être décernée à la fois à des officiers et à des militaires du rang.

## Selected Marine Corps Reserve Medal
La variante de la réserve du Corps des Marines est la première à avoir été créée, en 1925, sous le nom de “Fleet Marine Reserve Medal”. En 1939, l’intitulé de cette décoration changea pour devenir la Organized Marine Corps Reserve Medal, tandis que l’intitulé actuel date de 1984. Le 1er janvier 1996, la période de service nécessaire pour l’obtention de la décoration fut réduite de quatre à trois années de service pour harmoniser les modalités d’attribution avec la Good Conduct Medal. Si un personnel reçoit plusieurs fois la décoration, il le signale avec des service stars de bronze.

## Naval Reserve Meritorious Service Medal
La variante Navy de la Reserve Good Conduct Medal fut instituée en 1962, avec effet rétroactif jusqu’en 1958. Cette décoration est considérée comme étant dans la lignée de la Naval Reserve Medal. Jusqu’en 1996, cette décoration était attribuée pour quatre années de service satisfaisantes au sein de la réserve, quoiqu’en 1997 la période de service pour prétendre à cette médaille ait été réduite à trois ans. Dans le cas d’attribution multiples, le récipiendaire les signale par la présence de service stars sur le ruban.

## Air Reserve Forces Meritorious Service Medal
Créée par Thoms Hudson Jones et instituée le 1er avril 1964 sous le nom de Air Force Reserve Ribbon par le secrétaire à la Force aérienne Eugene M. Zuckert. Cependant, l’autorisation de la médaille pendante, et sa dénomination sous son nom actuel date du 2 novembre 1971, sous la direction du secrétaire à la Force aérienne Robert C. Seamans Jr.
De 1965 à 1974, cette distinction était décernée pour récompenser quatre années de service honorable dans la réserve, même si cette période fut réduite à trois ans le 1er juillet 1975. Dans le cas d’attributions multiples, le récipiendaire les signale par la présence de feuilles de chêne.

## Coast Guard Reserve Good Conduct Medal
Cette variante fut créée en 1963 et est décernée pour trois années de bonne conduite dans la réserve. Des attributions multiples sont signalées par la présence de service stars.

## Army Reserve Components Achievement Medal
Dernière à avoir été instituée, la variante de l’U.S. Army a été créée en 1972 pour récompenser quatre années de service honorable dans la réserve ou dans la Garde nationale. Les feuilles de chêne agrafées sur le ruban signalent combien de fois le militaire a reçu la décoration. Depuis le 28 mars 1995, le délai d’attribution a été réduit de quatre à trois années de service, et ce changement n’a pas d’effet rétroactif.
Si un engagé entre en service actif, alors il n’est plus éligible à la Army Reserve Components Achievement Medal, mais à la décoration régulière, la Army Good Conduct Medal. De la même manière, si un soldat quitte le service actif pour la réserve, il ne pourra plus prétendre à la médaille régulière, mais à celle prévue pour la réserve. De plus, toute interruption de service de plus de 24 heures provoque la remise à zéro du temps passé précédemment, qui ne peut plus être pris en compte dans l’attribution de cette distinction.
La Army Reserve Components Achievement Medal peut être décernée à tous les militaires, qu’ils soient du rang, officiers subalternes et officiers supérieurs jusqu’au grade de colonel.

## Sources
- (en) Cet article est partiellement ou en totalité issu de l’article de Wikipédia en anglais intitulé « Reserve Good Conduct Medal » (voir la liste des auteurs).